# Robert Bayot
Robert Jean Hubert Bayot (Schaerbeek, 4 de septiembre de 1915-Bruselas, 9 de enero de 1964) fue un deportista belga que compitió en esgrima, especialista en la modalidad de sable. Ganó una medalla de plata en el Campeonato Mundial de Esgrima de 1947, en la prueba por equipos.

## Palmarés internacional
| Campeonato Mundial | Campeonato Mundial | Campeonato Mundial | Campeonato Mundial |
| Año                | Lugar              | Medalla            | Prueba             |
| ------------------ | ------------------ | ------------------ | ------------------ |
| 1947               | Lisboa (Portugal)  | Medalla de plata   | Sable por equipos  |